# Comisión Nacional de Hidrocarburos
La Comisión Nacional de Hidrocarburos (CNH) fue una dependencia del Poder Ejecutivo Federal, con personalidad jurídica, autonomía técnica y autosuficiencia presupuestaria. 
Fue creada el 28 de noviembre de 2008. Su máxima autoridad es el Órgano de Gobierno, integrado por siete Comisionados, quienes son propuestos, a través de ternas, por el Ejecutivo Federal y designados por el Senado de la República. 

## Objetivos Estratégicos
1. Garantizar la maximización del valor de los hidrocarburos de la Nación
2. Impulsar el aumento de las reservas de hidrocarburos y del potencial petrolero del país
3. Fortalecer las capacidades de asesoría técnica y generación de conocimiento del sector energético
4. Fortalecer el desarrollo integral del personal para generar un capital humano de excelencia
5. Asegurar la mejora continua de la regulación en materia de Exploración y Extracción de hidrocarburos
6. Asegurar una atención eficiente y de calidad a los entes regulados

## Historia
El 8 de abril de 2008, el presidente Felipe Calderón Hinojosa presentó una serie de reformas al artículo 27 de la Constitución de México y a las leyes secundarias que regulaban el sector petrolero en México. Entre las propuestas realizadas al Congreso se encontraba la creación de la Comisión Nacional de Hidrocarburos, que procurara "que los proyectos de exploración y extracción se realicen maximizando la renta petrolera en la extracción de petróleo crudo y gas natural." La reforma fue aprobada en octubre de 2008 e incluyó lo referente a la Comisión, que se creó oficialmente con la publicación en el Diario Oficial de la Federación de la Ley de la Comisión Nacional de Hidrocarburos el 28 de noviembre de 2008.
La CNH se constituyó formalmente el 20 de mayo de 2009 con la designación de los cinco Comisionados que integraban su Órgano de Gobierno: Juan Carlos Zepeda Molina, Edgar René Rangel Germán, Javier Humberto Estrada Estrada, Guillermo Cruz Domínguez Vargas y Alfredo Eduardo Guzmán. El primero de ellos fue designado como Comisionado Presidente.
Las propuestas de reforma de la administración de Enrique Peña Nieto en materia de energía, realizadas en el marco del llamado Pacto por México, tuvieron entre sus objetivos reformar las funciones de la Comisión Nacional de Hidrocarburos para otorgarle mayor fortaleza y darle facultades para suscribir contratos y llevar a cabo licitaciones en materia energética. También se le dieron facultades de supervisión y promoción de actividades petroleras. A principios de abril de 2014, la redacción de las reformas a los artículos 25, 27 y 28 constitucionales y a la Ley de la Comisión Nacional de Hidrocarburos estaban terminadas y en espera de ser aprobadas por ambas Cámaras.

## Organización
Al constituirse formalmente la Comisión Nacional de Hidrocarburos en mayo de 2009, el Órgano de Gobierno de la CNH se integró por cuatro Comisionados y un Comisionado Presidente, designados directamente por el Presidente de México a través de la Secretaría de Energía. Inicialmente, los Comisionados ejercerían el cargo por periodos escalonados de cinco años, con posibilidad de un segundo periodo. 
La Reforma Energética de 2013 amplió el Órgano de Gobierno al integrar dos Comisionados y extender los nombramientos a periodos de siete años con posibilidad de una designación adicional. El Órgano de Gobierno quedó conformado por siete comisionados, incluido el Comisionado Presidente. A partir de la reforma, la designación de los comisionados se realiza mediante la presentación de una terna por parte del Ejecutivo Federal al Senado de la República, que lo designa por voto de las dos terceras partes de los senadores presentes.
A continuación, se presentan los Comisionados que han integrado el órgano de gobierno de la CNH, desde 2009.
| Comisionado Presidente    | Periodo                                          | Presidente de México                        |
| ------------------------- | ------------------------------------------------ | ------------------------------------------- |
| Juan Carlos Zepeda Molina | 20 de mayo de 2009 - 30 de noviembre de 2018     | Felipe Calderón Hinojosa Enrique Peña Nieto |
| Rogelio Hernández Cázares | 7 de noviembre de 2019 - 8 de septiembre de 2022 | Andrés Manuel López Obrador                 |
| Agustín Díaz Lastra       | 27 de octubre de 2022 - 21 de diciembre de 2024  | Andrés Manuel López Obrador                 |

| Comisionado                     | Inicio                   | Final                   | Propuesto por               |
| ------------------------------- | ------------------------ | ----------------------- | --------------------------- |
| Alfredo Eduardo Guzmán Baldizán | 20 de mayo de 2009       | 14 de mayo de 2010      | Felipe Calderón Hinojosa    |
| Javier Humberto Estrada Estrada | 20 de mayo de 2009       | 14 de mayo de 2012      | Felipe Calderón Hinojosa    |
| Guillermo Domínguez Vargas      | 20 de mayo de 2009       | 15 de enero de 2015     | Felipe Calderón Hinojosa    |
| Edgar René Rangel Germán        | 20 de mayo de 2009       | 24 de marzo de 2016     | Felipe Calderón Hinojosa    |
| Alma América Porres Luna        | 2 de septiembre de 2010  | 15 de diciembre de 2022 | Felipe Calderón Hinojosa    |
| Néstor Martínez Romero          | 15 de mayo de 2012       | 21 de diciembre de 2024 | Felipe Calderón Hinojosa    |
| Héctor Alberto Acosta Félix     | 18 de septiembre de 2014 | 30 de noviembre de 2018 | Enrique Peña Nieto          |
| Sergio Pimentel Vargas          | 18 de septiembre de 2014 | 31 de diciembre de 2020 | Enrique Peña Nieto          |
| Héctor Moreira Rodríguez        | 28 de abril de 2016      | 21 de diciembre de 2024 | Enrique Peña Nieto          |
| Gaspar Franco Hernández         | 28 de abril de 2016      | 28 de febrero de 2019   | Enrique Peña Nieto          |
| Agustín Díaz Lastra             | 27 de octubre de 2022    | 21 de diciembre de 2024 | Andrés Manuel López Obrador |
| Salvador Ortuño Arzate          | 23 de marzo de 2023      | 21 de diciembre de 2024 | Andrés Manuel López Obrador |